# Lista över svenska professorer i astronomi
Detta är en lista över svenska professorer i astronomi. 

## 1500- och 1600-talet
- Laurentius Paulinus Gothus (1565–1646)    1593–1600
- Johannes Olai Anthelius (1570-talet–1646)     1600–1605
- Martinus Olai Stenius (1574–1644)         1605–1608,1611–1644
- Sigfrid Aron Forsius (1550-talet–1624)        1609-1610
- Olaus Martini Stenius (1607–1660)         1644–1648
- Martinus Olai Nycopensis (1596–1657)      1648–1657
- Johannes Jacobi Bureus (?–1672)           1657–1664
- Johannes Laurentius Fornelius (1635-1679) 1664-1679
- Anders Spole (1630–1699)                  1679–1699
- Per Elvius (1660–1718)                    1699–1718
- Nils Celsius (1658–1724)                  1718–1724
- Erik Burman (1692–1729)                   1724-1729

## 1700- och 1800-talet
- Anders Celsius (1701–1744)                1730–1744
- Mårten Strömer (1707–1770)                1745–1761
- Daniel Melanderhjelm (1726–1810)          1761–1796
- Erik Prosperin (1739–1803)                1797–1798
- Lars Regnér (1746–1810)                   1799–1810
- Johan Bredman (1770–1859)                 1811–1841
- Gustaf Svanberg (1802–1882)               1842–1878
- Herman Schultz (1823–1890)                1878–1888
- Nils Dunér (1839–1914)                    1888–1909
- Östen Bergstrand (1873-1948)              1909-1938
- Gunnar Malmquist (1893-1982)              1939-1959
- Olof Hjorter (1696-1750)                  1746-1750
- Bengt Ferrner (1724-1802)                 1751-1756
- Fredrik Mallet (1728-1797)                1757-1773
- Erik Prosperin (1739-1803)                1773-1796
- Lars Regnér (1746-1810)                   1796-1799
- Gustaf Schilling (1761-1829)              1799-1829
- Gustaf Svanberg (1802-1882)               1829-1842
- Anders Ångström (1814-1874)               1843-1858
- Herman Schultz (1823-1890)                1859-1878
- Karl Bohlin  (1860-1939)                  1889-1890
- Carl Charlier (1862-1934)                 1890-1897
- Östen Bergstrand (1873-1948)              1897-1909

## 1900-talet
- Erik Holmberg (1908-2000)                 1959-1975
- Bengt Westerlund (1921-2008)              1975-1987
- Bengt Gustafsson (f. 1943), teoretisk astrofysik 1987-
- Hugo von Zeipel (1873-1959)               1911-1920
- Yngve Öhman (1903-1988)                   1938-1939
- Carl Schalén (1902-1993)                  1941-1955
- Tord Elvius (1915-1992)                   1957-1968
- Lars-Olof Lodén  (1930-2016)                1970-1995
- Nikolai Piskunov  (f. 1956)               1996-